# Red Bank (New Jersey)
Red Bank è un comune degli Stati Uniti d'America, nella contea di Monmouth, nello Stato del New Jersey.
Red Bank è stata prima riconosciuta come town nel 1870, a seguito dello scorporo da Shrewsbury, quindi per un breve intervallo di tempo, nel 1879 è tornata a far parte del comune di Shrewsbury, con il nome di Shrewsbury City. Infine, nel 1908 ha assunto lo status di borough.
Proprio a Red Bank risiede, in un'area di 16 acri, Jon Bon Jovi. In questi ettari di terreno sorgono la sua abitazione, uno studio di registrazione ed un pub, tutti di sua proprietà.